# La Légende de l'Aigle - Ordre de l'empereur
La Légende de l'Aigle - Ordre de l'empereur è un cortometraggio muto del 1911 diretto da Victorin-Hippolyte Jasset.

## Produzione
Il film fu prodotto dalla Société Française des Films Éclair.

## Distribuzione
Distribuito dalla Motion Picture Distributors and Sales Company, uscì nelle sale cinematografiche francesi il 7 settembre 1911. Il cortometraggio fu distribuito dalla Motion Picture Distributors and Sales Company anche negli Stati Uniti dove fu presentato il 13 novembre 1911 con il titolo inglese The Legend of the Eagle.